# Ие, Эдгар
Эдгар Мигел Ие (порт. Edgar Miguel lé; европейский португальский: [ɛðˈɣaɾ ˈjɛ]; род. 1 мая 1994, Бисау) — гвинейский и португальский футболист, защитник клуба «Динамо» (Бухарест) и сборной Гвинеи-Бисау. Выступал в сборной Португалии. Участник Олимпийских игр 2016 года в Рио-де-Жанейро.
Брат-близнец Эдгара — Эделино, также профессиональный футболист.

## Клубная карьера

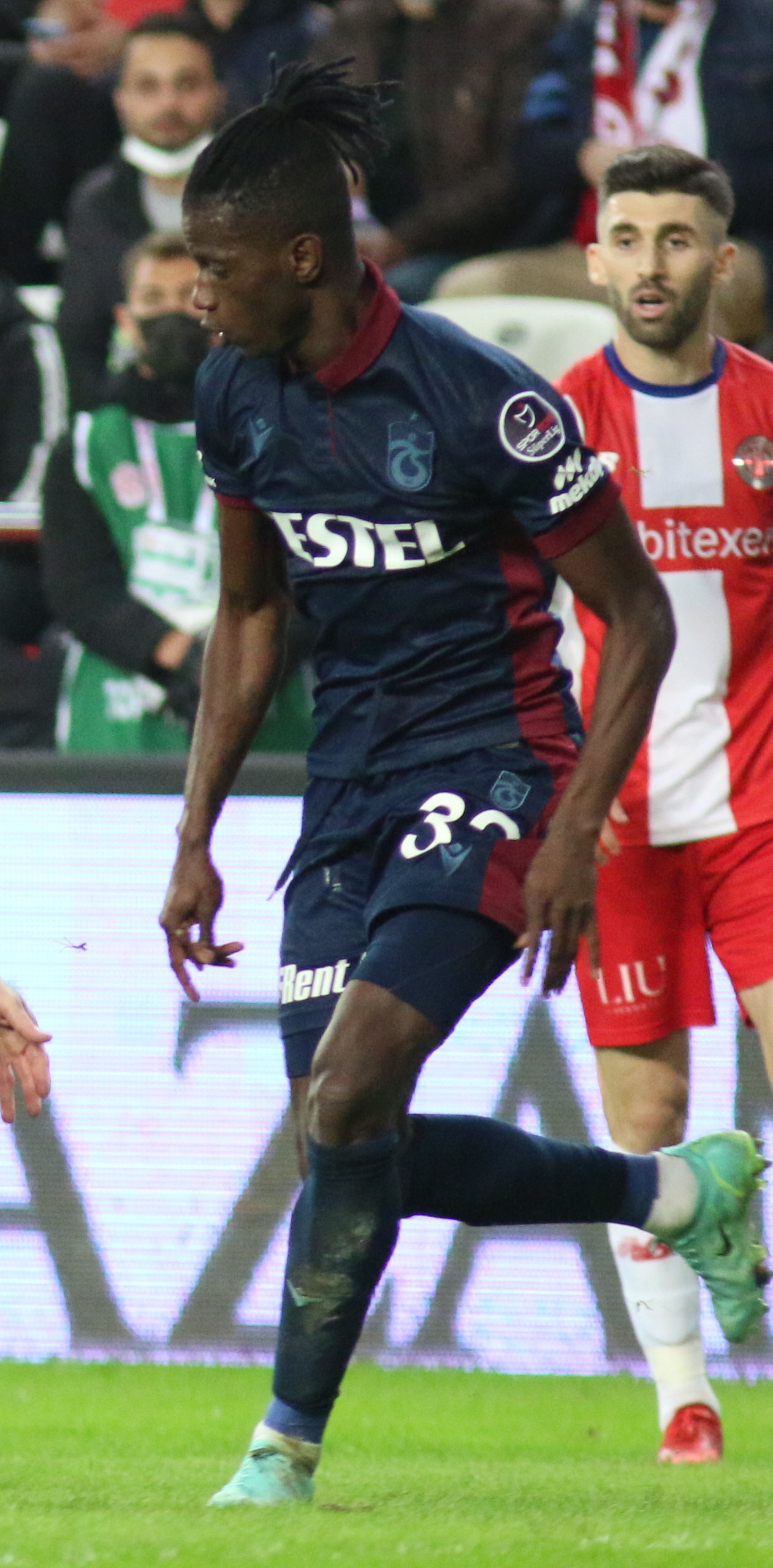
Ие в составе «Трабзонспора»

Ие родился в Бисау, но как и многие выходцы из этой страны переехал с родителями в Португалию в поисках лучшей жизни. В 14 лет он попал в академию лиссабонского «Спортинга». В 2012 году Эдгар перешёл в испанскую «Барселону», где присоединился в дублёрам. 8 декабря в матче против «Эльче» он дебютировал в Сегунде. 3 декабря 2014 года в поединке Кубка Испании против «Уэски» Ие дебютировал за основную команду, заменив во втором тайме Жереми Матьё. По итогам сезона он стал обладателем Кубка.
Летом 2015 года Эдгар перешёл в «Вильярреал», подписав контракт на три года. В новом клубе он продолжил выступление за дублёров. 27 сентября в матче против «Ллотенсе» Ие дебютировал в Сегунде B.
В начале 2017 года Эдгар вернулся на родину, подписав контракт с клубом «Белененсиш». 27 января в матче против «Боавишты» он дебютировал в Сангриш лиге. Летом того же года Ие перешёл во французский «Лилль». Сумма трансфера составила 3 млн евро. 6 августа в матче против «Нанта» он дебютировал в Лиге 1. 28 января в поединке против «Страсбура» Эдгар забил свой первый гол за «Лилль».
30 января 2019 года Ие перешёл в «Нант» на правах аренды. 13 февраля в матче против «Кана» он дебютировал за новую команду. Летом того же года Ие перешёл в турецкий «Трабзонспор» и сразу же был отдан в аренду в нидерландский «Фейеноорд». 18 августа в матче против «Утрехта» он дебютировал в Эредивизи. По окончании аренды Эдгар вернулся в «Трабзонспор». 13 сентября 2020 года в матче против «Бешикташа» он дебютировал в турецкой Суперлиге. 20 марта 2021 года в поединке против «Анкарагюджю» Эдгар забил свой первый гол за «Трабзонспор».
В начале 2023 года Ие перешёл в «Истанбул Башакшехир». 12 марта в матче против «Бешикташа» он дебютировал за новую команду.

## Международная карьера
В 2013 году Ие в составе сборной Португалии до 19 лет принял участие в юношеском чемпионате Европы в Литве. На турнире он сыграл в матчах против команд Испании, Нидерландов, Литвы и Сербии.
В том же году в составе молодёжной команды Эдгар принял участие в молодёжном чемпионате мира в Турции. На турнире он сыграл в матчах против сборных Северной Кореи, Нигерии и Ганы. В поединке против ганцев забил гол.
В 2016 году Ие в составе олимпийской сборной Португалии принял участие в Олимпийских играх в Рио-де-Жанейро. На турнире он сыграл в матчах против команд Аргентины, Гондураса, Алжира и Германии.
В 2017 году в составе молодёжной сборной Португалии Ие принял участие в молодёжном чемпионате Европы в Польше. На турнире он сыграл в матчах против команд Сербии, Испании и Македонии. В поединке против македонцев Эдгар забил гол.
10 ноября 2017 года в товарищеском матче против сборной Саудовской Аравии Ие дебютировал за сборную Португалии.
14 июня 2023 года в отборочном матче Кубка Африки 2023 против сборной Сан-Томе и Принсипи Ие дебютировал за сборную Гвинеи-Бисау.
В 2024 году Бикел принял участие в Кубке Африки 2023 в Кот-д’Ивуаре. На турнире он сыграл в матче против сборной Нигерии.

## Достижения
Клубные
 «Барселона»
- Обладатель Кубка Испании — 2014/15

 «Трабзонспор»
- Обладатель Суперкубка Турции — 2020